# Afghánit
Az afghánit (angolul afghanite) kék, fehér és áttetsző összenőtt kő. Ritkán fordul elő. Lelőhelyéről, Afganisztánról (Badakashan) kapta a nevét. Mérete: 3,4 x 3,1 x 2,6 cm.

## Összetétel
| Kálium  | 2,28%  |  | Alumínium | 13,26% |
| Nátrium | 9,19%  |  | Szilikon  | 14,27% |
| Kalcium | 11,69% |  | Hidrogén  | 0,08%  |
| Karbon  | 0,10%  |  | Kén       | 3,39%  |
| Klór    | 4,58%  |  | Oxigén    | 41,16% |

## Lelőhelye
Létezik néhány lelőhely, melyekben megtalálható, például a Mount Somma és Viterbo Olaszországban; Kimmirut Kanadában; a Malaya Bystraya folyó völgye a Bajkál-tó közelében, Oroszországban; Tadzsikisztánban lévő Pamir-hegységben és az Egyesült Államokban a St. Lawrence közelében (New York) az "Edwards" bányában.

## Képek

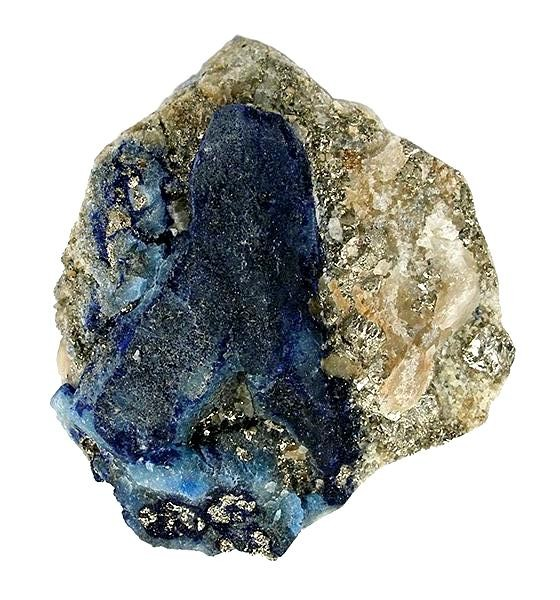
Afgánit és pirit Afganisztából
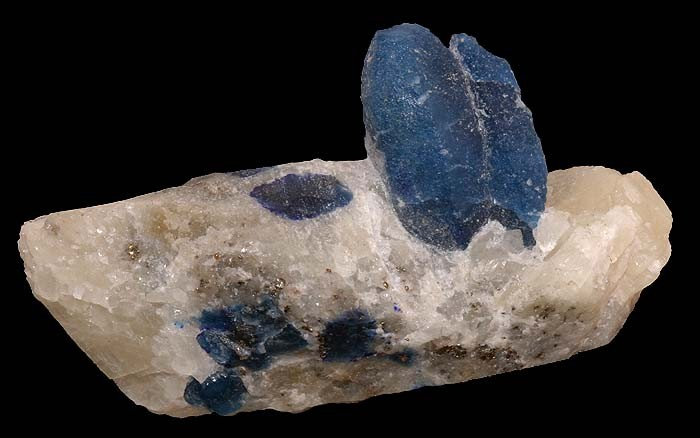
Egy esztétikus példány Afganisztánból
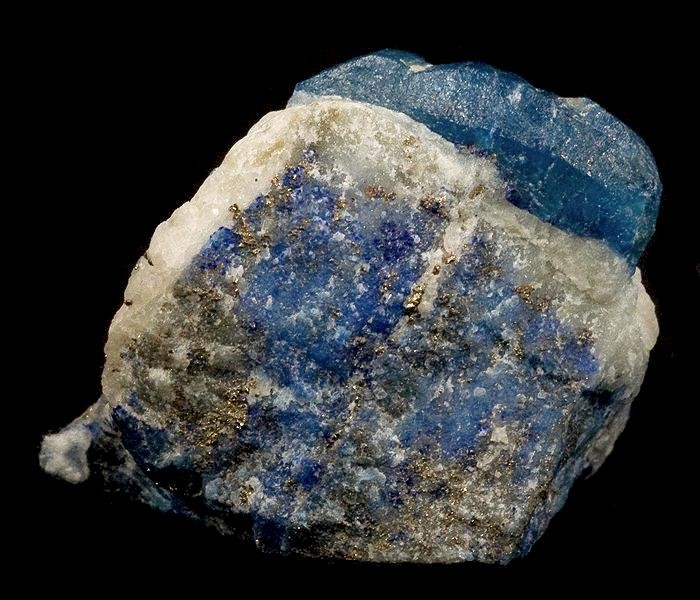
Az afgánit klasszikus azúrkék színű

## Fordítás
- Ez a szócikk részben vagy egészben  az   Afghanite című angol Wikipédia-szócikk ezen változatának fordításán alapul.  Az eredeti cikk szerkesztőit annak laptörténete sorolja fel. Ez a jelzés csupán a megfogalmazás eredetét és a szerzői jogokat jelzi, nem szolgál a cikkben szereplő információk forrásmegjelöléseként.